# ISO 216
La norma ISO 216 de la Organización Internacional para la Normalización (International Organization for Standardization, ISO) especifica los formatos de papel fabricados y usados actualmente en la mayor parte de países del mundo.

## Historia

Utilización de formatos de papel en el mundo.
Utilización de la ISO 216
US-Letter

El formato ISO 216 se deriva de la norma alemana DIN 476, a la cual equivale, salvo por las diferentes tolerancias permitidas en cada norma. La norma alemana DIN 476 fue desarrollada por el ingeniero berlinés Walter Porstmann, basándose a su vez en esbozos del tiempo de la Revolución francesa.
Antes de la difusión del estándar, cada país, territorio y fábrica papelera utilizaba su propio formato de hoja, inclusive con variaciones significativas. Sin embargo, a principios del siglo XX creció el descontento con esta multiplicidad de formatos al ser poco práctico en muchos lugares. Así, en 1910, el químico alemán Wilhelm Ostwald desarrolló un formato diseñado para ahorrar espacio en las bibliotecas estandarizando el tamaño de los libros. Se construyó exigiendo similitud geométrica (es decir, la relación de aspecto de todos los tamaños debe ser idéntica) y partiendo del formato más pequeño I, cuyo lado corto debe medir 1 cm. La transición entre tamaños se realizaba, como es habitual, reduciendo a la mitad o al doble los lados; la relación de aspecto era de 1:2. Este formato no llegó a ser aceptado debido a la incompatibilidad con los formatos existentes.
La idea de Ostwald fue retomada por el ingeniero Walter Porstmann, ayudante de Ostwald. Como empleado del Comité de Normalización de la Industria Alemana, elaboró la norma DIN 476, los formatos de las series A a D, que siguen siendo válidos salvo la serie D. Se introdujo en Alemania en 1923. Estos formatos estándar se impusieron rápidamente a nivel internacional, con la excepción de algunos países como Estados Unidos y Canadá, donde se utilizan otros formatos como el US-Letter.
La norma ISO 216 equivale a la norma española UNE-EN-ISO 216.

## Fórmula
El formato de papel de dibujo de la serie-A se basa en los siguientes principios:
- Los distintos tamaños de papel tienen que tener la misma proporción entre su lado mayor y menor.
- Si se consideran dos tamaños de papel sucesivos, uno ha de tener el doble de superficie que el otro y, además, dividiendo el formato mayor a la mitad por su lado más grande, han de obtenerse dos ejemplares iguales al del formato anterior.
- El A0 tiene una superficie de un metro cuadrado.

Partiendo de un formato de lados a y b, el formato superior tendrá 2a por b, para que la proporción entre sus lados sea la misma tendrá que cumplirse que:
{\displaystyle {\cfrac {b}{a}}={\cfrac {2a}{b}}}
Esto es:
{\displaystyle {\cfrac {b^{2}}{a^{2}}}=2\rightarrow \quad \left({\cfrac {b}{a}}\right)^{2}=2\rightarrow \quad {\cfrac {b}{a}}={\sqrt {2}}\rightarrow \quad b={\sqrt {2}}\cdot a}
Si la proporción entre el lado mayor y menor es raíz de dos, cortando un formato en dos iguales esta proporción se conserva.
Si el formato A0 tiene una superficie de un metro cuadrado, tendremos:
{\displaystyle \left.{\begin{array}{l}a\cdot b=1\,\mathrm {m} ^{2}\\\\b={\sqrt {2}}\cdot a\end{array}}\right\}\rightarrow \quad a\cdot ({\sqrt {2}}\cdot a)=1m^{2}\rightarrow \quad {\sqrt {2}}\cdot a^{2}=1\,\mathrm {m} ^{2}\rightarrow }
{\displaystyle \rightarrow \quad a^{2}={\cfrac {1\,\mathrm {m} ^{2}}{\sqrt {2}}}\rightarrow \quad a={\sqrt {\cfrac {1\,\mathrm {m} ^{2}}{\sqrt {2}}}}={\cfrac {1\,\mathrm {m} }{\sqrt[{4}]{2}}}={\cfrac {1}{1,189}}\,\mathrm {m} =0,841\,\mathrm {m} }
Sabiendo el valor de a el cálculo de b es inmediato:
{\displaystyle \left.{\begin{array}{l}a\cdot b=1\,\mathrm {m} ^{2}\\\\a=0,841\,\mathrm {m} \end{array}}\right\}\rightarrow \quad (0,841m)\cdot b=1\,\mathrm {m} ^{2}\rightarrow \quad b={\cfrac {1m^{2}}{0,841\,\mathrm {m} }}=1,189\,\mathrm {m} }
Lo que podemos resumir como regla mnemotécnica que el formato DIN A0, tiene por medidas:
{\displaystyle \mathrm {DIN} \;\mathrm {A0} \quad \left\{{\begin{array}{l}\mathrm {ancho} ={\cfrac {1}{\sqrt[{4}]{2}}}\,\mathrm {m} \\\\\mathrm {largo} ={\sqrt[{4}]{2}}\,\mathrm {m} \end{array}}\right.}
Dividiendo el lado mayor entre dos, obtendremos sucesivamente los distintos formatos A1, A2, A3, A4 ...

## Tabla de formatos (ISO/DIN)

Ilustración de la serie A

Símbolo y tamaño en milímetros. Se toleran desviaciones en las medidas de ± 1,5 mm para medidas de hasta 150 mm, de ± 2 mm para medidas de hasta 600 mm y de ± 3 mm para medidas superiores. 2A0 y 4A0 no existen en la norma ISO, pero sí están definidas en las normas UNE, DIN y otras.
|     | A-          | B-          | C-         | D-         | E-        |
| --- | ----------- | ----------- | ---------- | ---------- | --------- |
| 4-0 | 1682 × 2378 |             |            |            |           |
| 2-0 | 1189 × 1682 |             |            |            |           |
| -0  | 841 × 1189  | 1000 × 1414 | 917 × 1297 | 771 × 1091 |           |
| -1  | 594 × 841   | 700 × 1000  | 648 × 917  | 545 × 771  |           |
| -2  | 420 × 594   | 500 × 700   | 458 × 648  | 385 × 545  |           |
| -3  | 297 × 420   | 350 × 500   | 324 × 458  | 272 × 385  | 400 × 560 |
| -4  | 210 × 297   | 250 × 350   | 229 × 324  | 192 × 272  | 280 × 400 |
| -5  | 148 × 210   | 175 × 250   | 162 × 229  | 136 × 192  | 200 × 280 |
| -6  | 105 × 148   | 125 × 175   | 114 × 162  | 96 × 136   | 140 × 200 |
| -7  | 74 × 105    | 88 × 125    | 81 × 114   | 68 × 96    |           |
| -8  | 52 × 74     | 62 × 88     | 57 × 81    |            |           |
| -9  | 37 × 52     | 44 × 62     | 40 × 57    |            |           |
| -10 | 26 × 37     | 31 × 44     | 28 × 40    |            |           |

### Serie principalUNE-EN-ISO216 y DIN 476
Los formatos de la serie principal se denominan por la letra A y seguido de un número. Estos números son correlativos entre sí. Hay que hacer notar que cada uno de los tamaños tiene la mitad de la superficie que el anterior, así el A1 es la mitad del A0, el A4 la mitad del A3 y así sucesivamente. Esto se consigue (ver figura) gracias a que la dimensión más corta de un Ax es la larga del Ax+1; es decir si se corta un formato por su mitad se obtiene el formato siguiente de la serie.
A continuación se indican algunos de los formatos más utilizados:
|    | Lámina cortada | Lámina en bruto | Anchura de rollo utilizable |
| -- | -------------- | --------------- | --------------------------- |
| A0 | 841 × 1189     | 880 × 1230      | 900                         |
| A1 | 594 × 840      | 625 × 880       | 900 / 660                   |
| A2 | 420 × 594      | 450 × 625       | 900 / 660                   |
| A3 | 297 × 420      | 330 × 450       | 660 / 900                   |
| A4 | 210 × 297      | 240 × 330       | 660                         |

El tamaño A2 también es conocido como «doble A».

## Anterior norma UNE en España
Sustituciones en España, de los tamaños usuales que había por los DIN-A, y que eran ligeramente más grandes:
- DIN A1 < pliego
- DIN A2 < medio pliego
- DIN A3 < pliego pequeño
- DIN A4 < folio o medio pliego pequeño
- DIN A5 < cuartilla
- DIN A6 < octavilla